# José Jairo Gomes
José Jairo Gomes é um jurista brasileiro, Procurador Regional da República.

## Biografia
José Jairo é doutor em Direito pela Universidade Federal de Minas Gerais (UFMG), foi Procurador Regional da República (Ministério Público Federal), atuando perante o Tribunal Regional Federal da 1.ª Região/DF e é professor em cursos de pós-graduação e especialização. Foi ainda professor adjunto da Universidade Federal de Minas Gerais (UFMG).